# Грга Новак
Грга Новак (хорв. Grga Novak; нар. 2 квітня 1888 р. – пом.7 вересня 1978 р.) — видатний хорватський історик, археолог і географ та президент Югославської академії наук і мистецтв  з 1958 по 1978 рік. Народившись на острові Хвар, він був професором давньої історії в Університеті Загреба, де також був ректором між 1946 і 1947 роками. Він найбільш відомий новаторською археологією в Хорватії та своїми публікаціями з історії Далмації, Спліта, Дубровника, Хвара та Адріатичних островів. 

## Біографія
Грга Новак вивчав історію, археологію та географію в Загребі, Празі та Відні, здобувши ступінь доктора наук у 1913 році. З 1920 року викладав на філософському факультеті в Скоп'є  (тоді входив до Белградського університету ), потім переїхав до Загребського університету, де викладав давню історію з 1924 по 1959 рік  Доктор Новак був членом Югославської академії наук і мистецтв у Загребі з 1939 року, працюючи її президентом з 1958 по 1978 рік. 

## Дослідження та публікації
Грга Новак був найважливішим хорватським вченим свого покоління в галузі історії та археології. Сфера його діяльності охоплювала Стародавній світ (Греція, Рим, Єгипет), крім того, що він глибоко знав історію Хорватії, особливо Далмації та Адріатичного моря та його островів. Він багато писав, читав лекції та подорожував. 
Найважливішими публікаціями цього видатного хорватського історика були його Історія Спліта (у трьох томах), історії Хвару, Віса та Дубровника, а також всебічна історія Далмації в античному світі. Доктор Новак також опублікував п’ять томів звітів губернаторів про Далмацію на основі матеріалів венеціанських архівів. Його книга про доісторичні пам'ятки Хвару, результати його археологічних досліджень становлять основу для подальших розкопок та досліджень проекту Адріатичних островів.  
Середземноморський інститут Грга Новак на Хварі був створений у 1998 році групою письменників та науковців для сприяння науці, мистецтву та громадській діяльності в Далмації. Одним із членів-засновників є Слободан Просперов Новак, племінник Грги Новака. 
Археологічна колекція та лапідарій доктора Грги Новака представлені у колишній церкві домініканського Святого Марка у Хварі, як частина Музею спадщини Хвара. Це найповніша приватна неолітична колекція артефактів у Середземноморському регіоні. 

## Праці
- —— (1932) [1928]. Razvitak moći plovidbe na Jadranu (Our Sea. The Development of Navigation in the Adriatic) (хор.) (вид. 2nd). Zagreb: Mjesni odbor II. Jadranske straže. с. 356.
- —— (1955). Prethistorijski Hvar. Grapčeva špilja (Prehistoric Hvar Grapčeva cave) (хор.). Zagreb: Yugoslav Academy of Sciences and Arts. с. 381.
- —— (1961). Jadransko more u sukobima i borbama kroz stoljeća (Adriatic Sea Conflicts and Battles Through the Centuries) (хор.). Belgrade: Vojnoizdavački zavod JNA Vojno Delo. с. 586.
- —— (1961). Vis. Od VI. st prije nove ere do 1941.godine (Vis From 4th Century A.D. to 1941) (хор.). Zagreb: Yugoslav Academy of Sciences and Arts. с. 281.
- —— (1964). Mletačka uputstva i izvještaji (English: Venetian Directives and Reports; Latin: Commissiones et relationes venetae) Part IV. From 1572-1590. Monumenta spectantia historiam Slavorum Meridionalium, vol. 47  (хор.). Zagreb: Yugoslav Academy of Sciences and Arts. с. 503.
- —— (1966). Mletačka uputstva i izvještaji (English: Venetian Directives and Reports; Latin: Commissiones et relationes venetae) Part V. From 1591-1600. Monumenta spectantia historiam Slavorum Meridionalium, vol. 48  (хор.). Zagreb: Yugoslav Academy of Sciences and Arts. с. 364.
- —— (1967). Egipat. Prethistorija-Faraoni-Osvajači-Kultura (Egypt: Prehistory-Pharaohs-Conquerors-Culture) (хор.). Zagreb: Yugoslav Academy of Sciences and Arts. с. 285.
- —— (1970). Mletačka uputstva i izvještaji (English: Venetian Directives and Reports; Latin: Commissiones et relationes venetae) Part VI. From 1588-1620. Monumenta spectantia historiam Slavorum Meridionalium, vol. 49  (хор.). Zagreb: Yugoslav Academy of Sciences and Arts. с. 345.
- —— (1972) [1924]. Hvar Kroz Stoljeća (Hvar Through the Centuries). Historijski Arhiv - Hvar (Historical Archives of Hvar)  (хор.). Т. I (вид. 3rd). Narodni Odbor Općine Hvar (National Council of Hvar Municipality).
- —— (1972). Povijest Dubrovnika (History of Dubrovnik) (хор.) (фр.) (вид. 1). Zagreb: Historical Institute of the Yugoslav Academy of Sciences and Arts in Dubrovnik. с. 57.
- —— (1972). Mletačka uputstva i izvještaji (English: Venetian Directives and Reports; Latin: Commissiones et relationes venetae) Part VII. From 1621-1671. Monumenta spectantia historiam Slavorum Meridionalium, vol. 50  (хор.). Zagreb: Yugoslav Academy of Sciences and Arts. с. 349.
- —— (1977). Mletačka uputstva i izvještaji (English: Venetian Directives and Reports; Latin: Commissiones et relationes venetae) Part VIII. From 1672-1680. Monumenta spectantia historiam Slavorum Meridionalium, vol. 51  (хор.). Zagreb: Yugoslav Academy of Sciences and Arts. с. 268.
- —— (1978) [1957]. Povijest Splita (History of Split) (хор.). Т. I. (вид. 2nd). Split: Čakavski sabor. с. 695.
- —— (1978) [1961]. Povijest Splita (History of Split) (хор.). Т. II. (вид. 2nd). Split: Čakavski sabor. с. 721—1242.
- —— (1978) [1965]. Povijest Splita (History of Split) (хор.). Т. III. (вид. 2nd). Split: Čakavski sabor. с. 1269—1820.
- —— (2004) [1944]. Slobodan Prosperov Novak (ред.). Prošlost Dalmacije (Ancient Dalmatia) Vol I. Od najstarijih vremena do Kandijskog rata (хор.) (вид. 3rd). Split: Slobodna Dalmacija i Marjan Tisak. Архів оригіналу за 27 жовтня 2021. Процитовано 27 квітня 2021.
- —— (2004) [1944]. Slobodan Prosperov Novak (ред.). Prošlost Dalmacije (Ancient Dalmatia) Vol II. Od Kandijskog rata do Rapalskog ugovora (хор.) (вид. 3rd). Split: Slobodna Dalmacija i Marjan Tisak.